# Condette
Condette é uma comuna francesa na região administrativa de Altos da França, no departamento de Pas-de-Calais. Estende-se por uma área de 16,26 km². Em 2010 a comuna tinha 2 575 habitantes (densidade: 158,4 hab./km²).